# Martin Asset
Martin Asset, mort en 1537, ecclésiastique du XVIe siècle, a été le 72e abbé de l'abbaye Saint-Vaast d'Arras de 1508 à 1537. Son abbatiat se distingue d'abord par sa longueur, près de 30 ans, durée peu rencontrée, puis par le soin mis par l'abbé à défendre les intérêts de son abbaye tout en veillant à l'observation des règles monastiques par les religieux. Conseiller de l'empereur Charles Quint, il assure l'administration du diocèse d'Arras lorsque Pietro Accolti est nommé évêque du dit diocèse de 1515 jusqu'en 1523, sans jamais y venir. Il s'est également illustré par son goût pour les arts en passant notamment commande au peintre flamand Jehan Bellegambe.

## Biographie
Martin Asset est le fils de Gérard ou Guérard Asset, fils de Gilles Asset, prévôt de Beauquesne (département de la Somme), réputé pour ses travaux de jurisprudence et de Jeanne Le Clercq. Guérard, sergent du roi Louis XI, aurait été récompensé du poste de prévôt de Beauquesne pour services rendus au roi en 1477 aux dépens des bourgeois d'Arras restés fidèles au duc de Bourgogne Charles le téméraire, (Guérard a arrêté près de Lens les délégués de la ville envoyés auprès de la fille du duc à Gand, envoyés emmenés par lui à Hesdin où ils furent décapités), cette promotion permettant ensuite l'ascension sociale de la famille, dont la nomination de Martin comme abbé de Saint-Vaast. Selon une autre source, le père de Martin était bien prévôt de Beauquesne mais s'appelait Simon. Jean Asset, petit-fils de Guérard et neveu de Martin, a été abbé de l'abbaye Saint-Sauveur d'Anchin. Un autre neveu de Martin, Pierre Asset a été le 5e président du conseil provincial d'Artois,.
Les armes de la famille Asset sont : « Au 1 et 4 d'or à un lambel de sable à trois pendants de gueules et au 2 et 3 échiqueté d'argent et d'azur ». Le blason de Martin Asset figure dans l'ouvrage du chanoine Van Drival.
Le sceau de Martin Asset représente saint Vaast debout, portant la mitre, tenant d'une main une crosse à édicule avec le sudarium (linge pour essuyer la sueur), de l'autre un livre ouvert. Un ours (symbole de Saint-Vaast) est assis à ses pieds, sur deux supports latéraux, deux anges à genoux l'encensent.
Martin Asset entre à l'âge de sept ans à l'abbaye Saint-Vaast d'Arras : Louis XI ordonne aux moines de l'accueillir et de le revêtir de l'habit de religieux. Il se distingue rapidement par sa science et sa piété. Doté d'éloquence, il est reconnu comme écrivant bien et de plus, en impose à ses interlocuteurs par son apparence, son allure et par son aptitude naturelle au commandement,. En 1493, il obtient la charge de quatrième prieur.
Jacques de Kerles, ayant été élu abbé de Saint-Vaast en 1497, Martin Asset se rend à Rome auprès du pape Alexandre VI pour obtenir la confirmation de son élection et déploie à cette occasion un zèle apprécié des moines de l'abbaye.
Il devient abbé de Saint-Vaast en 1508 jusqu'en 1537.
En tant qu'abbé de Saint-Vaast, Martin Asset assure la charge de vicaire général du diocèse d'Arras et administre en fait celui-lui lorsque Pietro Accolti est nommé administrateur du dit diocèse de 1515 jusqu'en 1523, mais ne réside pas.
Martin Asset décède subitement en 1537. Il est inhumé dans la chapelle de l'abbaye.

## Abbé de Saint-Vaast
Jacques de Kerles, abbé de Saint-Vaast, meurt en 1508. Martin Asset est élu pour lui succéder. Il inaugure ainsi un long abbatiat qui va durer près de 30 ans jusqu'en 1537.
Élu abbé, une de ses premières actions consiste à assurer le respect de l'autonomie de l'abbaye et de ses possessions par rapport à la juridiction épiscopale de l'évêque d'Arras. Selon une autre source, il profite de la période où il supplée l'évêque d'Arras qui ne réside pas pour confirmer cette exemption.
En tant qu'abbé, il veille à faire observer strictement par les moines les règles monastiques, dont la présence aux offices et la pratique des exercices réguliers,.
Sous son abbatiat, les intérêts de l'abbaye sont défendus, les bâtiments et mobiliers du monastère, qui en avaient besoin, restaurés, notamment les mobiliers pillés après le règne de Louis XI, les biens de l'abbaye agrandis. Martin Asset procède au remplacement de l'argenterie enlevée par des soldats lors d'un conflit précédent.
Le souci du maintien du rang de l'abbaye le conduit en août 1508 à négocier avec les chanoines et le chapitre de l'église cathédrale d'Arras (Cathédrale Notre-Dame-et-Saint-Vaast d'Arras) pour régler définitivement la question de la place respective des deux institutions lors des processions et autres cérémonies publiques.
La tradition va jusqu'à attribuer à l'abbé un miracle ou quasi-miracle : lors d'un violent orage, la foudre tombe sur l'abbaye et y met le feu le 21 août 1513, jour de la saint-Benoît, patron du monastère (Benoît de Nursie). Martin Asset imite alors l'exemple de saint-Géry (Géry de Cambrai), quelques siècles plus tôt, et fait jeter quelques gouttes de l'eau du saint cierge (un peu de cire fondue?) au cœur des flammes, qui aussitôt s'apaisent puis s'éteignent.
Le 28 février 1515, le Parlement de Paris rend un arrêt sur un sujet depuis longtemps controversé. Le mayeur (bourgmestre) et les échevins d'Arras, appuyés par le duc de Bourgogne contestaient le fait que l'abbaye de Saint-Vaast dispose de toute la justice seigneuriale sur ses possessions ainsi que le privilège du "droit de mesurage et de haussage" (droit de regard et de perception de taxe sur le mesurage (métrologie)), sur tout le sel qui entre dans la ville et bourgs environnants sans que les échevins aient à en avoir connaissance. Le Parlement tranche en faveur de l'abbaye, les échevins étant condamnés à l'amende et aux dépens. Cette décision favorable au monastère est portée au crédit de l'abbé.
L'abbaye de Saint-Vaast subit les conséquences de la sixième guerre d'Italie où s'affrontent Charles-Quint et François Ier (roi de France) : des biens de l'abbaye sont confisqués par les français lors des combats dans la région en 1521. Cet appauvrissement va peu durer : dès 1522, Charles Quint donne à l'abbaye plusieurs possessions et revenus, confisqués par droit de guerre, provenant de plusieurs monastères français, en compensation des biens perdus. L'abbaye a pu bénéficier en la circonstance du fait que Martin Asset est dit conseiller de l'empereur, charge peut-être surtout honorifique, mais en l'occurrence profitable à son monastère,. Le 9 juillet 1523, le même empereur donne à l'abbaye des lettres de sauvegarde par lesquelles il retient son logement et celui de ses lieutenants-généraux dans le monastère, ce qui rehausse le prestige du cloître.
La même année 1523, Martin Asset commençant à sentir le poids de sa charge et de l'âge, décide de se faire seconder et choisit comme coadjuteur Jérôme Ruffaut (ou Rufault) Celui-ci doit, selon plusieurs commentateurs, cette nomination aux bonnes relations qu'entretient son père Jean Ruffaut avec Charles-Quint. Le pape Adrien VI agrée ce choix et accorde au jeune Jérôme, seulement âgé de 21 ans, une dispense pour succéder à Martin Asset en cas de décès de celui-ci. 
L'abbaye de Saint-Vaast, riche possédante sur Arras, devient facilement incontournable à cette époque pour toute évolution dans la ville. Ainsi le 3 novembre 1525, les frères mineurs d'Arras, doivent consentir, pour pouvoir s'implanter sur un bien relevant du fonds de l'abbaye, conjointement avec l'église Sainte-Marie-Madeleine, à présenter chaque année « un cierge pesant une livre au seigneur abbé et au couvent ».
En 1527, l'abbaye est suffisamment riche pour prêter 60 livres à la ville d'Arras, afin qu'elle puisse réparer les remparts de la ville, avec promesse de remboursement trois ans après la guerre. En revanche, en 1532, pendant une période de disette et de peste sur Arras, de 1530 à 1535, la richesse de l'abbaye suscite des convoitises et Martin Asset ne peut empêcher qu'une foule, majoritairement de femmes, portant piques, marteaux et fourches, envahisse et pille le monastère, malgré l'intervention du sire d'Habarcq, gouverneur d'Arras, accompagné de sergents. Les prisons de la ville sont également forcées et de nombreux détenus libérés. Les échevins de la ville ne prennent pas de mesures contre les émeutiers, et finalement, l'abbaye est même obligée de conduire au marché une certaine quantité de blé et de le vendre à un prix contraint.
Martin Asset consolide également les possessions de l'abbaye Saint-Vaast en procédant en 1535 à des échanges avec l'abbaye de Flines, alors dirigée par Jacoba ou Jacqueline de Lalaing.
Martin Asset décède subitement en 1537.
Son coadjuteur depuis 1523, Jérôme Ruffaut lui succède et devient le 73e abbé de l'abbaye de Saint-Vaast d'Arras.
À une date non connue, mais avant 1641, l'église de l'abbaye Saint-Vaast compte une chapelle Asset, probablement en hommage à Martin Asset qui la gouverna pendant une période peu commune. 
Le nécrologe de l'abbé est reproduit dans l'ouvrage du chanoine Van Drival : il rappelle le fait d'armes du père de Martin, présente la fratrie de Martin, rappelle sa carrière et termine par sa description physique et ses principales qualités : taille moyenne, corps dense, visage déterminé, voix sonore, intelligent, déterminé.

## Vicaire général du diocèse d'Arras
Pietro Accolti est nommé administrateur du diocèse d'Arras de 1515 jusqu'en 1523, mais ne réside pas. En tant qu'abbé de Saint-Vaast, Martin Asset assure la charge de vicaire général du diocèse et administre en fait celui-lui.
En 1519, en tant que tel, il approuve les indulgences accordées aux Annonciades de Béthune, monastère fondé en mai 1517 par l'évêque de Thérouanne François de Melun.

## Amateur d'art
En 1510, Martin Asset fait refaire à ses frais les reliures d'une partie de la bibliothèque de l'abbaye : reliures en veau fauve orné de plaques gaufrées.
Il fait confectionner plusieurs tapisseries de hautelisse pour décorer les quatre cheminées du quartier abbatial.
Martin Asset a commandé au moins deux tableaux au peintre douaisien Jean Bellegambe :
- Un tableau, une huile sur bois, L'Adoration de l'Enfant Jésus, daté de 1528 : la peinture est encadrée d'un décor architectural maniériste et le commanditaire est représenté sous la figure d'un roi mage situé sur le panneau central[22]. Les armes de Martin Asset et l'ours, symbole de Saint-Vaast, sont représentées dans l'encadrement rappelant le commanditaire de l'œuvre et l'abbaye à laquelle elle est destinée[23]. Le tableau est conservé dans l'abbaye jusqu'à la révolution française, puis transporté dans la cathédrale Notre-Dame-et-Saint-Vaast d'Arras. Évacué en 1914, après encore trois déplacements, il est déposé en 1971 au Musée des beaux-arts d'Arras....situé dans l'ancienne abbaye Saint-Vaast[22].
- Un triptyque, huile sur bois, Les Apprêts de la Crucifixion, postérieur à 1530,  porte les armoiries de l'abbaye et de son abbé sur le cadre d'origine richement décoré de putti et d'arabesques en bois polychrome[24]. Le tableau est conservé dans l'abbaye jusqu'à la révolution française, puis transporté dans la cathédrale d'Arras. Évacué en 1914, après deux déplacements, il est déposé en 1985 au Musée des Beaux-Arts d'Arras[24].